# يوهان جورج ريتشر
يوهان جورج ريتشر (بالألمانية: Johann-Georg Richert)‏ (14 أبريل 1890 - 30 يناير 1946) جنرالًا ألمانيًا خلال الحرب العالمية الثانية. قاد الفرقة الأمنية 286 التي ارتكب أفرادها العديد من جرائم الحرب في بيلاروسيا المحتلة، في المنطقة الخلفية لمجموعة الجيوش الوسطى.
ارتكبت فرقة المشاة الخامسة والثلاثين أيضًا جرائم حرب في أوائل عام 1944 بينما كان ريتشرت هو قائدها. أصبحت عمليات الفرقة ضد «البارتزيان» (الذين كانوا مدنيين في كثير من الأحيان) أكثر تواترا ووحشية بعد أن تولى ريتشر القيادة.  أمر ريتشر أيضًا بإعدام جميع جنوده الذين كانوا في المستشفيات دون إصابات أو مرض تم تشخيصه، وهدد الوحدات والضباط القادة الذين هزموا في المعركة بعقوبات شديدة. 
تم أسر ريتشرت من قبل القوات السوفيتية في 8 مايو 1945. وقد اتهم بارتكاب جرائم حرب وأدانته المحكمة العسكرية السوفيتية في محاكمة مينسك. تم إعدام ريتشير شنقاً في 30 يناير 1946 في مينسك.

## الجوائز والأوسمة
- مشبك الصليب الحديدي (1939) الدرجة الثانية (20 سبتمبر 1939) والدرجة الأولى (3 أكتوبر 1939) [2]
- الصليب الألماني في الذهب في 1 ديسمبر 1941 كأول برتبة فوج مشاة 23 [3]
- وسام الفارس الصليبي الحديدي بأوراق البلوط
  - صليب فارس يوم 17 مارس 1944 كجينيرال لوتنانت وقائد فرقة المشاة 35 [4]
  - بأوراق البلوط على 18 أكتوبر 1944 كجينيرال لوتنانتوقائد فرقة المشاة 35 [5]

### اقتباسات
1. 1 2  Wildermuth 2019.
2. ↑  Thomas 1998, p. 204.
3. ↑  Patzwall & Scherzer 2001, p. 376.
4. ↑  Fellgiebel 2000, p. 290.
5. ↑  Fellgiebel 2000, p. 76.

### قائمة المراجع
- Fellgiebel, Walther-Peer (2000) [1986]. Die Träger des Ritterkreuzes des Eisernen Kreuzes 1939–1945 [The Bearers of the Knight's Cross of the Iron Cross 1939–1945] (بالألمانية). Friedberg, Germany: Podzun-Pallas. ISBN:978-3-7909-0284-6.
- Heer، Hannes (2004). "The Logic of the War of Extermination". في Hannes Heer؛ Klaus Naumann (المحررون). War of Extermination: The German Military In World War II. Berghahn Books. ISBN:1-57181-232-6.
- Patzwall, Klaus D.; Scherzer, Veit (2001). Das Deutsche Kreuz 1941 – 1945 Band II [The German Cross 1941 – 1945 Volume 2] (بالألمانية). Norderstedt, Germany: Verlag Klaus D. Patzwall. ISBN:978-3-931533-45-8.
- Thomas, Franz (1998). Die Eichenlaubträger 1939–1945 Band 2: L–Z [The Oak Leaves Bearers 1939–1945 Volume 2: L–Z] (بالألمانية). Osnabrück, Germany: Biblio-Verlag. ISBN:978-3-7648-2300-9.
- Wildermuth، David W. (أكتوبر 2019). ""I am fully aware of my guilt...": Insights from a Soviet Military Tribunal's Investigation of the German Army's 35th Division, 1946-47". The Journal of Military History. ج. 83 ع. 4: 1189–1213.